# Kleszcze (budownictwo)
Kleszcze (budownictwo) – stężenie złożone z dwóch równoległych elementów w konstrukcjach drewnianych lub stężenie poziome łączące dwie sąsiednie ramy stolcowe w wiązarach płatwiowo-kleszczowych (zob. stolec).